# 인형뽑기

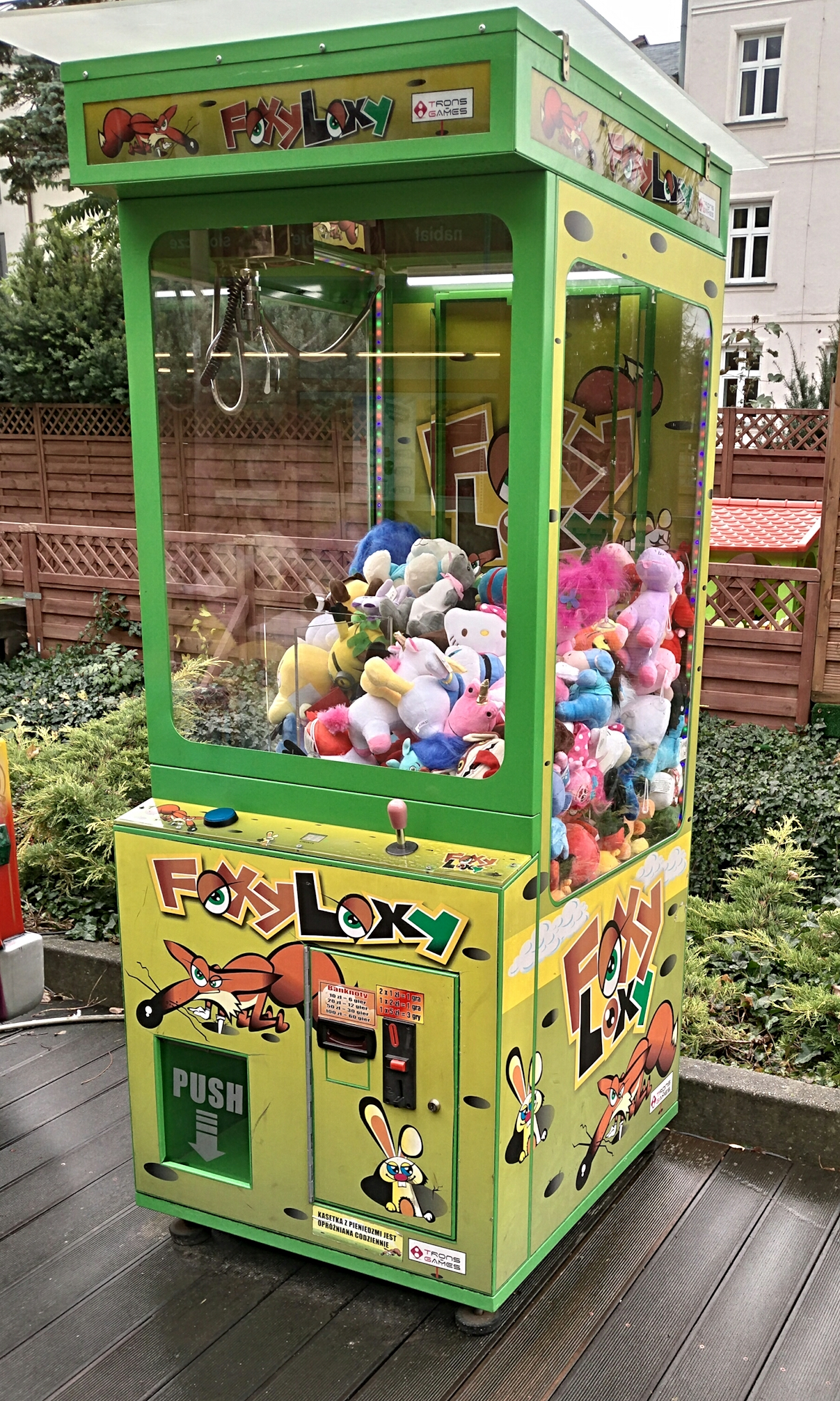
폴란드의 인형뽑기

인형뽑기(영어: claw machine, skill crane, claw crane, crane game)는 인형을 이용한 아케이드 게임으로 이용자가 정해진 금액을 넣고, 집게 모양의 기구를 이용해 인형을 뽑는 것을 말한다.

## 유래
정식 명칭은 '크레인 게임기'(Crane Machine)이라고 부르는 인형뽑기는 일본의 게임회사인 타이토로에서 1965년에 클레인 602라는 이름으로 처음 발명했다. 일본에서는 'UFO 캐쳐'라고 부르는데, 게임회사 세가의 등록 상표가 일반화되었기 때문이다. 정확히 말하면 크레인게임기라고 하며, 일본어로는 クレーンゲーム라고 부르고 영어권에서는 'Claw Machine'이나 'Claw Crane'으로도 불린다.

## 뽑기 기계의 종류
인형뽑기 기계 종류는 방식에 따라 다양하며, 게임을 하는데 필요한 비용도 각양각색이다.
| 명칭        | 사용방식 |
| ----------- | --- |
| 크레인 뽑기 | 가장 일반적인 인형뽑기 기계이다. 일정 금액을 넣고, 조이스틱을 이용해 경품을 출구에 놓으면 경품을 획득하게 된다. |
| 스마트 푸시 | 크레인 뽑기 다음으로 대중들에게 친근한 기계이다. 진열대에 놓인 경품들을 가로, 세로 두 개의 버튼을 활용해 조준하고 경품을 밀어내는 방식이다. 2010년 초반대에 상용화되어 2010년 후반~2011년 초반을 기점으로 대중화되며 기하급수적으로 늘어났다. |
| 와이드 뽑기 | 오락실이나 영화관에 많이 비치되어 있다. 집게가 두개로 이루어졌다는 것이 특징이다. |
| 바비컷      | 스마트 푸시와 비슷한 방식으로 가로, 세로를 움직이게 하는 두 개의 버튼을 이용해 밀대가 아닌 가위 방식의 집개가 인형과 연결된 줄을 끊어 인형을 획득하게 하는 방식이다.                                                                          |
| 윷놀이      | 윷놀이라는 한국의 전통 놀이와 인형뽑기가 결합된 방식을 가지고 있다. 윷놀이의 말을 움직이는 방식을 차용했다. |

## 일본과 한국의 인형뽑기 문화

### 일본의 인형뽑기 센터[1]
일본 오사카의 덴덴타운에는 인형뽑기 가게가 집중적으로 모여있다. 마니아층을 겨냥한 피규어 등이 산더미로 쌓여있다. 작은 경품들은 줄을 정확히 잡아 밑으로 끌어내리는 기계 일명 바버컷 기계가 주를 이룬다. 일본의 유명 오락실 체인인 아도어즈의 경우 아키하바라에서는 인형뽑기 센터만 운영하고 있다. 아키하바라가 관동에서 오락실산업이 활발하게 이루어진다는 점에서 이런 특징은 독특한 모습이다. 덴덴타운 말고도 오사카의 번화가인 도톤보리에도 피규어 등을 상품으로 걸어둔 뽑기방들이 많다. 다만, 이쪽은 위와는 조금 다르게 '적극적으로' 영업을 하는 뽑기방들이며 (그렇기 때문에 덴덴타운 보다는 시끄럽고 혼잡한 경향이 있다) 상주하는 직원들의 교활한 장사 수법 덕분에 한번 들어가서 시작하면 나가기가 쉽지 않다. 값비싼 피규어들을 진열한 인형뽑기 기계는 일본의 대표적인 관광 산업으로 꼽힌다.

### 한국의 뽑기방[2]
한국의 경우, 유동인구가 많은 상업단지 주변에 간간히 혹은 오락실 한켠에 놓여 있을 뿐이었다. 실제로 2015년까지만 해도 전국의 인형뽑기방은 단 21곳이었다. 그러나 2016년 이후부터 번화가 곳곳에 인형뽑기 기계가 등장하기 시작했고, 상업적 가치를 인정받게 되면서 한국의 자영업자들은 일명 뽑기방 산업에 뛰어들었다. 현재는 남녀노소 가릴 것없이 누구나 쉽고 즐겁게 참여할 수 있는 오락문화로서 자리잡았다.

## 영향
게임물관리위원회에 따르면 2015년 12월 전국 지차체에 등록된 인형뽑기방은 단 21곳이었지만, 2016년 11월 500곳으로 증가하였고, 그로부터 두 달 뒤인 2017년 1월에는 무려 1,164곳으로 급증했다. 인형뽑기의 인형은 대부분 기존 캐릭터 라이센스를 가지고 있는 것으로 인형뽑기방이 증가함에 따라 캐릭터 산업도 활발하게 이루어졌다. 캐릭터 시장이 활발해지고, 마니아층이 두꺼워지면서 유튜브와 같은 콘텐츠 플랫폼에서도 캐릭터를 바탕으로한 콘텐츠가 등장하기 시작했다. 이를 바탕으로 캐릭터 시장, 아케이드 게임 시장, 미디어 콘텐츠 시장이 서로 상호작용을 하면서 다양한 모습의 콘텐츠가 재생산되고 있다.

## 논란

### 사행성 논란
인형뽑기는 일정 금액을 지불하고 그에따른 경품을 획득할 수 있는 아케이드 게임이다. 한국에서는 경품으로 사용되는 물품 가격을 5천원 이하로 한정하고 있다. 그러나 사실상 5천원이 넘는 고가의 인형을 경품으로 사용하고 있다. 또한 인형뽑기 기계의 힘을 의도적으로 조정할 수 있다. 일정한 금액이 들어가야만 기계가 정상적인 힘으로 인형을 들 수 있도록 업주의 의도대로 조작할 수 있다. 이런 인형뽑기의 행태는 사용자들에게 중독에 빠지는 기제가 되고 있다.

### 저작권침해
인형뽑기의 경품이 5천원이 넘으면 불법으로 규정된다는 점에서 업주는 경품에 사용되는 인형을 정품이 아닌 가품을 사용하는 일이 비일비재하다. 이로 인해 캐릭터 산업에도 악영향을 끼친다. 하지만 한국 정부가 내놓은 인형뽑기와 관련된 제도는 업주에게 딜레마에 빠지게 한다는 입장도 있다.

## 같이 보기
- 아케이드게임
- 1인 미디어